# Palacio de Minería

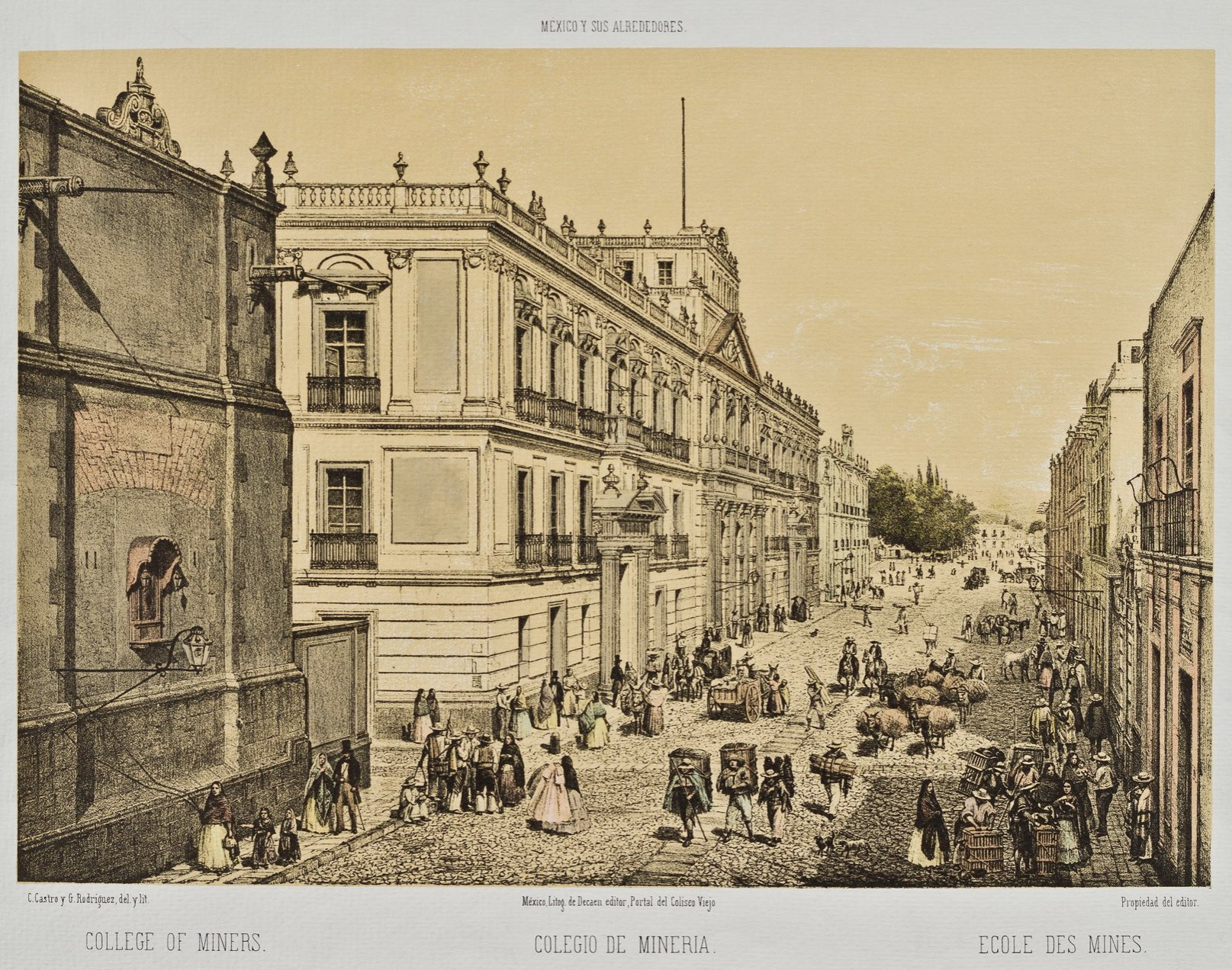
Palacio de Minería

Het Palacio de Minería (Nederlands: Mijnbouwpaleis) is een bouwwerk aan het Manuel Tolsáplein in Mexico-Stad.
Het Palacio de Minería geldt als een van de mooiste voorbeelden van neoklassieke architectuur in de Amerika's. Het werd gebouwd tussen 1797 en 1813 door Manuel Tolsá, als zetel van het Koninklijke Mijnbouwinstituut op verzoek van Fausto Elhúyar, de directeur van dat instituut. Sindsdien heeft het gebouw meerdere functies gehad, meestal met betrekking tot de mijnbouw of geologie. Tegenwoordig is het in handen van de Faculteit der Techniek van de Nationale Autonome Universiteit van Mexico (UNAM). In het Palacio de Minería wordt jaarlijks de grootste internationale boekenbeurs van Mexico-Stad gehouden en het huisvest ook het Manuel Tolsá-museum.